# Internetpoker
Internetpoker/nätpoker eller onlinepoker är poker som spelas över Internet. Oftast sker detta genom ett datorprogram som kan laddas ner hos internetpokertjänsten. Den vanligaste spelformen är så kallad Texas hold'em, men i stort sett alla pokervarianter förekommer. Det finns ett stort utbud av cash games såväl som turneringar.
Nätpoker är både lättillgängligt och snabbt vilket gör det till en av de spelformer som har högst risk att utvecklas till problemspelande och spelberoende.

## Historik
Det förekom pokerspelande i IRC-chatrum under 1990-talet. Den första pokersajten som erbjöd poker med riktiga pengar var Planet Poker, som startade i januari 1998. Det kom att dröja ett par år innan Internetpoker blev en stor bransch. År 2001 startade Party Poker, som kom att bli en av de största pokersajterna på Internet. Party Poker lanserade 2002 turneringen Party Poker Million, vilket gav sajten god publicitet. År 2003 vann Chris Moneymaker den dittills största vinstsumman ($2,5 miljoner) i huvudturneringen i World Series of Poker efter att ha kvalat in online via PokerStars, vilket gav internetpokern ytterligare popularitet. Året därpå vanns turneringen - denna gång med tredubbelt antal deltagare jämfört med tidigare år - av Greg Raymer, som liksom Moneymaker kvalat in via PokerStars. Således hade klyftan mellan "riktiga" pokerproffs och internetpokerproffs suddats ut.

## Skillnad jämfört med vanlig poker
För verkliga kasinon är "live poker" i regel mindre lönsamt än till exempel enarmade banditer eftersom det kräver personal. På internet däremot innebär det ingen merkostnad att öppna nya bord, så det blir mycket mer kostnadseffektivt. Pokersajten får intäkter genom att ta en liten avgift, så kallad rake, för varje hand som spelas. 
Det är också en avsevärd skillnad för spelaren. På Internet kan man spela på flera bord samtidigt och för betydligt lägre summor än vad som erbjuds på kasinon. Hastigheten på spelet blir också snabbare på Internet jämfört med i verkligheten, då det inte tar någon tid att ge kort och liknande. 
De flesta pokersajter erbjuder freerolls, det vill säga gratisturneringar, för att locka nya användare. Den som är ovan pokerspelare kanske drar sig för att gå in på ett kasino för att testa, men erbjuds stora möjligheter att göra detta på internet. De flesta pokersajter har också enbordsturneringar, så kallade sit & gos, som startar när ett bord blir fullt.

## Internetpokerns laglighet
År 2006 startade Svenska spel sin pokerklient efter att i slutet av föregående år fått klartecken från regeringen att detta var lagligt. 
April år 2011 var också ett tumultartat år för den amerikanska Internetpokern. Den amerikanska kongressen drev igenom The Unlawful Internet Gambling Enforcement Act, vilken fick till följd att flera pokersajter lade ner eller slutade välkomna amerikanska kunder. Börsnoterade pokersajters aktier föll kraftigt i pris, men Internetpoker fortsätter att vara en miljardindustri.